# Бокс на літніх юнацьких Олімпійських іграх 2014
Змагання з боксу на літніх юнацьких Олімпійських іграх 2014 пройшли з 23 по 27 серпня. Було розіграно 13 комплектів нагород. Щоб мати право брати участь в юнацьких Олімпійських іграх, спортсмени повинні були народитися в період з 1 січня 1996 року по 31 грудня 1997 року. Вперше на юнацькій Олімпіаді відбулися три змагання з жіночого боксу. Кожен національний олімпійський комітет (НОК) міг подати максимум 5 спортсменів, 3 чоловіків і 2 жінки.

## Медалі

### Загальний залік
| Місце  | Країна                   | Золото | Срібло | Бронза | Загалом |
| ------ | ------------------------ | ------ | ------ | ------ | ------- |
| 1      | Куба                     | 2      | 1      | 0      | 3       |
| 1      | США                      | 2      | 1      | 0      | 3       |
| 3      | Італія                   | 1      | 1      | 1      | 3       |
| 4      | Болгарія                 | 1      | 1      | 0      | 2       |
| 4      | Казахстан                | 1      | 1      | 0      | 2       |
| 4      | КНР                      | 1      | 1      | 0      | 2       |
| 4      | Узбекистан               | 1      | 1      | 0      | 2       |
| 8      | Азербайджан              | 1      | 0      | 0      | 1       |
| 8      | Німеччина                | 1      | 0      | 0      | 1       |
| 8      | Польща                   | 1      | 0      | 0      | 1       |
| 8      | Україна                  | 1      | 0      | 0      | 1       |
| 12     | Ірландія                 | 0      | 1      | 1      | 2       |
| 12     | Росія                    | 0      | 1      | 1      | 2       |
| 12     | Хорватія                 | 0      | 1      | 1      | 2       |
| 12     | Японія                   | 0      | 1      | 1      | 2       |
| 16     | Китайський Тайбей        | 0      | 1      | 0      | 1       |
| 16     | Домініканська Республіка | 0      | 1      | 0      | 1       |
| 18     | Велика Британія          | 0      | 0      | 2      | 2       |
| 18     | Туреччина                | 0      | 0      | 2      | 2       |
| 20     | Австралія                | 0      | 0      | 1      | 1       |
| 20     | Вірменія                 | 0      | 0      | 1      | 1       |
| 20     | Угорщина                 | 0      | 0      | 1      | 1       |
| 20     | Швеція                   | 0      | 0      | 1      | 1       |
| Всього | Всього                   | 13     | 13     | 13     | 39      |

### Медалісти
| Вагова категорія                      | Золото              | Срібло            | Бронза           |
| ------------------------------------- | ------------------- | ----------------- | ---------------- |
| Перша найлегша до 49 кг, чоловіки     | Руфат Гусейнов      | Сулаймон Латипов  | Мурата Субару    |
| Найлегша до 52 кг, чоловіки           | Шакур Стівенсон     | Лю Пін            | Мухаммад Алі     |
| Легша до 56 кг, чоловіки              | Хав'єр Ібаньєс Діас | Душко Благовестов | Пітер Макгрейл   |
| Легка до 60 кг, чоловіки              | Абилайхан Жусупов   | Ален Лімонта      | Річард Конню     |
| Перша напівсередня до 64 кг, чоловіки | Вінченцо Ареччіа    | Сузукі Тосіхіро   | Адем Авчі        |
| Напівсередня до 69 кг, чоловіки       | Бектемір Мелікузієв | Хуан Рамон Солано | Вінченцо Ліцці   |
| Середня до 75 кг, чоловіки            | Раміль Гаджиєв      | Дмитро Нестеров   | Лука Плантич     |
| Напівважка до 81 кг, чоловіки         | Благой Найденов     | Вадим Казаков     | Нарек Манасян    |
| Важка до 91 кг, чоловіки              | Йордан Ернандес     | Тоні Філіпі       | Майкл Галлахер   |
| Надважка<br/ понад 91 кг, чоловіки    | Пітер Кадиру        | Дармані Рок       | Марат Керімханов |
|                                       |                     |                   |                  |
| Найлегша до 51 кг, жінки              | Чан Юань            | Ірма Теста        | Неріман Істик    |
| Легка до 60 кг, жінки                 | Джаджайра Гонсалес  | Сіара Джинті      | Агнес Алексюссон |
| Середня до 75 кг, жінки               | Ельжбета Вуйцік     | Чень Няньцінь     | Кейтлін Паркер   |